# Discografia di Pino Daniele
Questa pagina contiene la discografia del cantautore italiano Pino Daniele.

## Album in studio
- 1977 – Terra mia
- 1979 – Pino Daniele
- 1980 – Nero a metà
- 1981 – Vai mo'
- 1982 – Bella 'mbriana
- 1984 – Musicante
- 1985 – Ferryboat
- 1987 – Bonne soirée
- 1988 – Schizzechea with Love
- 1989 – Mascalzone latino
- 1991 – Un uomo in blues
- 1991 – Sotto 'o sole
- 1993 – Che Dio ti benedica
- 1995 – Non calpestare i fiori nel deserto
- 1997 – Dimmi cosa succede sulla terra
- 1999 – Come un gelato all'equatore
- 2001 – Medina
- 2004 – Passi d'autore
- 2005 – Iguana cafè - Latin blues e melodie
- 2007 – Il mio nome è Pino Daniele e vivo qui
- 2009 – Electric Jam
- 2012 – La grande madre

## Album dal vivo
- 1984 – Sció live
- 1993 – E sona mo'
- 2001 – I concerti live @ RTSI
- 2002 – Concerto Medina Tour 2001
- 2003 – In tour (con Francesco De Gregori, Fiorella Mannoia e Ron)
- 2013 – Tutta n'ata storia - Vai mo' - Live in Napoli
- 2015 – Nero a metà Live

## Raccolte
- 1986 – Musica musica
- 1990 – Tra musica e magia
- 1995 – Passa 'o tiempo e che fa - I primi anni
- 1997 – Voglio 'o mare
- 1998 – Yes I Know My Way
- 2000 – Studio Collection, Le origini
- 2000 – Napule è
- 2002 – Amore senza fine
- 2004 – The Platinum Collection
- 2005 – Studio Collection
- 2006 – Pino Daniele D.O.C.
- 2006 – Tutto Daniele - Che male c'è
- 2008 – Ricomincio da 30
- 2008 – The Platinum Collection: The Early Years
- 2008 – I grandi successi - Pino Daniele
- 2010 – Boogie Boogie Man
- 2012 – Successi D'Autore
- 2013 – Collection: Pino Daniele
- 2015 – Tracce di Libertà
- 2017 - The Best

## Colonne sonore
- 1978 - La Mazzetta
- 1981 – Ricomincio da tre
- 1988 – Le vie del Signore sono finite
- 1991 - Pensavo fosse amore... invece era un calesse
- 1999 - Amore a prima vista

## Singoli
- 1976 – Ca calore/Fortunato
- 1977 – Napule è/Na tazzulella 'e cafè
- 1979 – Je so' pazzo/Putesse essere allero
- 1980 – Nun me scoccià/I Say I' sto ccà
- 1984 – Keep on Movin'
- 1985 – Ferryboat
- 1987 – Watch Out
- 1991 – 'O scarrafone
- 2024 – Again (pubblicato postumo)
- 2025 – Una parte di me (pubblicato postumo)

### Singoli promozionali e per juke box
- 1976 - Ca calore (EMI – 3C 000-70079)
- 1977 - Na tazzulella 'e cafè (EMI – 3C 000 - 79009)
- 1979 - Je so' pazzo (EMI – EMI-000-79067)
- 1980 - I Say I' sto ccà (EMI – 3C 000 - 79118)
- 1980 - Nun me scuccià (EMI – 3C 000 - 79134)
- 1982 - Tutta nata storia/Io vivo come te (EMI – 3C 000-79217 - promo)
- 1982 - Have You Seen My Shoes (EMI – 3C 000-79183)
- 1984 - Keep on Movin' (Bagaria – 3C 000-1792807)
- 1988 – Bonne soirée (EMI – 40 1793306 - promo)
- 1988 - Tell Me Now (EMI – 00 1793487)
- 1990 - O scarrafone (CGD – yd 760)
- 1991 - Quando (CGD – YD 768)
- 1993 - Che Dio ti benedica (CGD – 060000777 -7)
- 1993 - Questa primavera (CGD - 0140 15481-2)
- 1995 - Resta... resta cu 'mme (CGD – 060000798-7)
- 1995 – Se mi vuoi (CGD East West – 0140 15536 - 2 - versione solista)
- 1995 – Io per lei (CGD East West – 0140 15517 - 2)
- 1997 - Che male c'è (CGD East West – 060000817 - 7)
- 1997 - Dubbi non ho (CGD East West – 060000819-7 1N)
- 1997 – Stare bene a metà (CGD East West – PRCD 000897)
- 1997 - Dubbi non ho (CGD East West - PRCD 000616)
- 1998 - Amore senza fine (CGD East West – 060000828-7)
- 1998 - Senza peccato (CGD East West – 3984 24270-0)
- 1998 - Amore senza fine (CGD East West - PRCD 001065)
- 1998 – Senza peccato (CGD East West - PRCD1305 - 7" e 12")
- 1999 - Cosa penserai di me (CGD East West – 060000840-7)
- 1999 - Neve al sole (CGD East West – 060000835 - 7)
- 2001 - Gente di frontiera (RCA – 74321842327)
- 2001 – Senza 'e te/Lettera dal cuore (BMG Ricordi S.p.A. – 74321903832)
- 2001 - Sara (BMG Ricordi S.p.A. - 74321856402)
- 2001 - Gente di frontiera (BMG Ricordi S.p.A. - 74321833242)
- 2001 - Tempo di cambiare (BMG Ricordi S.p.A. - 74321844162)
- 2004 - Pigro (BMG Italy – PROMO040010)
- 2004 - Isola grande (BMG Italy)
- 2004 - Tango della buena suerte (BMG Italy)
- 2006 – Narcisista in azione (Sony BMG Music Entertainment – 82876788362)
- 2007 – Vento di passione (Sony BMG Music Entertainment 88697091542 - con Giorgia)
- 2007 – Rhum and coca
- 2008 – Anema e core
- 2008 – 'O munn va/L'ironia di sempre/Acqua 'e rose
- 2009 – Il sole dentro di me (con J-Ax)
- 2009 – Dimentica
- 2010 – Boogie Boogie Man
- 2012 – Melodramma
- 2012 – Niente è come prima
- 2012 – Due scarpe
- 2013 – Non si torna indietro
- 2015 – A testa in giù (Live Version)
- 2018 – Resta quel che resta

## Discografia estera

### Singoli pubblicati in Francia
- 1983 – Yes I Know My Way/Puorteme A Casa Mia (Polydor, Bagaria, 817 871-1)
- 1984 – Keep on Movin'/Lazzari felici (Polydor 881 508-7)

### Singoli pubblicati in Spagna
- 1985 – Yes I Know My Way/Keep on Movin' (Blanco y Negro MX-119,)
- 1988 – Tell Me Now/Cry (EMI P 209)

### Singoli pubblicati in Germania
- 1988 – Tell Me Now/Al Capone (EMI Electrola - 060-20 3281 6-7)

### Singoli promozionali
- 1988 – Jesce juorno/Tell Me Now (Bagaria – 086 2028612 - Svizzera)

## Collaborazioni
- 2016 – One Day (tutto prende un senso) (con Biagio Antonacci)

## Brani scritti per altri artisti
- 1980 – Un po' di tutto e Buongiorno anche a te (Loredana Bertè)
- 1983 – Common Ground (Richie Havens)
- 1991 – In questa città presentata a Sanremo e il lato B del singolo: "Io non ho" (Loredana Bertè)
- 1991 – Pinocchio (Heather Parisi)
- 1992 – Canzone di Laura (Fabio Concato)
- 1993 – Gli amori della vita mia (Joe Barbieri)
- 1995 - Il gatto e il topo (Irene Grandi)
- 1997 – Mangio troppa cioccolata (Giorgia)
- 1998 – Virus (Joe Barbieri)
- 2009 – Silviaprile (Silvia Aprile)
- 2015 – Da che parte stai? (Clementino)

## Videografia

### Video musicali
| Anno | Titolo                            | Regista/i           |
| ---- | --------------------------------- | ------------------- |
| 1985 | Ferryboat                         |                     |
| 1988 | Cry                               |                     |
| 1988 | Jesce juorno                      |                     |
| 1991 | Gente distratta                   |                     |
| 1991 | Quando                            | Giacomo De Simone   |
| 1992 | O ssaje comme fa 'o core          | Giacomo De Simone   |
| 1995 | Io per lei                        |                     |
| 1995 | Se mi vuoi (feat. Irene Grandi)   | Marco Della Fonte   |
| 1995 | Anima                             |                     |
| 1997 | Dubbi non ho                      |                     |
| 1997 | Che male c'è                      |                     |
| 1998 | Amore senza fine                  |                     |
| 1999 | Neve al Sole                      |                     |
| 1999 | Cosa penserai di me               |                     |
| 2001 | Mareluna                          |                     |
| 2001 | Tempo di cambiare                 | Paolo Scarfò        |
| 2001 | Sara                              | Paolo Scarfò        |
| 2004 | Pigro                             | Gaetano Morbioli    |
| 2005 | It's Now or Never                 |                     |
| 2005 | Occhi che sanno parlare           |                     |
| 2006 | Narcisista in azione              |                     |
| 2007 | Back Home                         | Gaetano Morbioli    |
| 2008 | Anema e core                      | Gaetano Morbioli    |
| 2009 | Il Sole dentro di me (feat. J-Ax) | Gaetano Morbioli    |
| 2010 | Boogie Boogie Man                 | Gaetano Morbioli    |
| 2012 | Melodramma                        | Sebastiano Bontempi |
| 2012 | Niente è come prima               |                     |
| 2018 | Resta quel che resta              | Sebastiano Bontempi |

#### Partecipazioni in video di altri artisti
| Anno | Titolo                         | Artista                             | Regista/i        |
| ---- | ------------------------------ | ----------------------------------- | ---------------- |
| 2009 | Anni amari                     | J-Ax feat. Pino Daniele             | Gaetano Morbioli |
| 2016 | One Day (Tutto perde un senso) | Biagio Antonacci feat. Pino Daniele | Gaetano Morbioli |